# Parigi è sempre Parigi
Parigi è sempre Parigi je francouzsko-italský hraný film z roku 1951, který režíroval Luciano Emmer. Snímek měl světovou premiéru 15. listopadu 1951.

## Děj
Skupina italských fotbalových fanoušků přijíždí vlakem do Paříže, aby se zúčastnila fotbalového zápasu. Pro každého z nich je to také velká příležitost poznat město. Ale kromě Franca, který se hned po příjezdu zamiluje do hezké trafikantky, čekají na jeho kamarády, zejména Andreu, spíše nehody a trampoty.

## Obsazení
| Marcello Mastroianni | Marcello Venturi  |
| Aldo Fabrizi         | Andrea De Angelis |
| Henri Guisol         | pan Morand        |
| Ave Ninchi           | Elvira de Angelis |
| Jeannette Batti      | Claudia           |
| Hélène Rémy          | Christine         |
| Henri Génès          | Paul Gremier      |
| Lucia Bosè           | Mimi de Angelis   |
| Carlo Sposito        | Toto Mancuso      |
| Giuseppe Porelli     | Raffaele D'Amore  |
| Janine Marsay        | Praline           |
| Galeazzo Benti       | Gianni Forlivesi  |
| Paolo Panelli        | Nicolino Percuoco |
| Franco Interlenghi   | Franco Martini    |
| Yves Montand         | sám sebe          |